# Gråkindad grästangara
Gråkindad grästangara (Emberizoides ypiranganus) är en fågel i familjen tangaror inom ordningen tättingar.

## Utseende och läte
Gråkindad grästangara är en stor finkliknande tangara med en lång taggig stjärt och kraftig gul näbb. Ovansidan är gulbrun med mörka streck nerför ryggen. Undersidan är ljusbeige och ansiktet grått. Arten skiljer sig från kilstjärtad grästangara framför allt genom vit snarare än beigefärgad strupe. Sången består av ett hårt "ch-ch-ch-ch".

## Utbredning och systematik
Fågelns utbredningsområde är våtmarker i östra Paraguay, sydöstra Brasilien och nordöstra Argentina. Den behandlas som monotypisk, det vill säga att den inte delas in i några underarter.

### Familjetillhörighet
Liksom andra finkliknande tangaror placerades denna art tidigare i familjen Emberizidae. Genetiska studier visar dock att den är en del av tangarorna.

## Status
Arten har ett stort utbredningsområde och beståndet anses vara stabilt. Internationella naturvårdsunionen IUCN listar den därför som livskraftig (LC).